# Покровский (Отрадненский район)
Покровский — хутор в Отрадненском районе Краснодарского края.
Входит в состав Отрадненского сельского поселения.

## География
Расположен на правом берегу реки Уруп, напротив станицы Отрадной.
Единственная улица хутора носит название Заречная.

## Население
| 2002 | 2010 |
| ---- | ---- |
| 33   | ↗58  |